# Les Aventures outre-mer
Les Aventures outre-mer est une série télévisée d'animation française en 13 épisodes de 28 minutes, écrite par Jean-Marc Desrosiers et réalisée par Bahram Rohani. La série a été diffusée sur France O.

## Synopsis
Titom, un petit personnage animal de la race imaginaire des Domino, part à l'aventure naviguer avec ses amis Octo et Tanette sur les océans et mers du globe afin de découvrir les territoires et régions d'outre mer et retrouver ses parents dont il a perdu la trace depuis sa plus jeune enfance. Les Aventures Outre Mer est une série animée colorée qui nous emmène en voyage dans le monde entier à la découverte des DOM-TOM français, de leurs paysages, faunes, flores et cultures locales.

## Voix françaises
- Marjolaine Poulain : Ti'tom
- Patricia Legrand : Octo
- Frédéric Cerdal : Barcarin
- Annie Milon : Tanette

## Fiche technique
- Réalisateur : Bahram Rohani
- Scénario : Jean-Marc Desrosiers, Sébastien Viaud
- Musiques : Jérôme Boudin
- Diffusion : 2006 sur France O
- Origine :  France
- Maisons de Production : Cross River Productions, Réseau France Outre-mer

## Épisodes
1. La Réunion : l'île au volcan : 1re partie
2. La Réunion : l'île au volcan : 2e partie
3. Mayotte : l'île au lagon
4. Nouvelle-Calédonie : l'île des origines
5. Wallis : l'île de l'enfant perdu
6. Polynésie : l'île au paradis
7. Polynésie : l'île tabou
8. La Martinique : l'île au sucre
9. La Guadeloupe : l'île aux belles eaux
10. La Guyane : l'île sans fin
11. La Guyane : l'île de la montagne d'or
12. Saint-Pierre-et-Miquelon : l'île des brumes
13. Terres australes : l'île du bout du monde

## Commentaires
- 2000 : Ti'tom : l'île au volcan, un épisode de 53 minutes, début des aventures de Ti'tom : les aventures Outre-mer"